# Líder Supremo de Afganistán
El líder supremo de Afganistán (en pastún: د افغانستان مشر‎, romanizado: Də Afġānistān Damshīr, en darí: رهبر افغانستان‎, romanizado: Rahbar-e Afghānistān), oficialmente el líder supremo del Emirato Islámico de Afganistán
y también conocido por su título religioso Amir al-Mu'minin (árabe, tdl. ‘comandante de los fieles'), es el gobernante absoluto, jefe de Estado y líder religioso nacional de Afganistán, así como líder de los talibanes. El líder supremo ejerce una autoridad ilimitada y es la fuente última de todas las leyes.
El primer líder supremo, Mohammad Omar, gobernó Afganistán de 1996 a 2001, antes de que Estados Unidos derrocara su gobierno y lo obligara a exiliarse. El actual líder supremo es Haibatulá Ajundzadá, quien asumió el cargo en el exilio durante la insurgencia talibán el 25 de mayo de 2016, tras ser elegido por el Consejo de Liderazgo, y llegó al poder el 15 de agosto de 2021 tras la victoria de los talibanes sobre las fuerzas respaldadas por Estados Unidos en la guerra de 2001-2021. Desde su llegada al poder, Ajundzadá ha emitido numerosos decretos que han transformado profundamente el gobierno y la vida cotidiana en Afganistán, implementando su estricta interpretación de la escuela hanafí de la sharía.
El líder supremo nombra y gestiona las actividades del primer ministro y otros miembros del gabinete, así como los jueces y los líderes provinciales y locales.

## Historia
La oficina fue establecida por primera vez por mulá Mohammad Omar, quien fundó tanto el Talibán en 1994 como el primer Emirato Islámico de Afganistán en 1996.  El 4 de abril de 1996, los seguidores de Omar le otorgaron el título de emir al-Mu'minin (أمير المؤمنين‎), que significa "comandante de los fieles", ya que Omar se había puesto una capa y afirmaba que era la del profeta Mahoma. fundador del islam. 
El comandante de los fieles no era de hecho una posición gubernamental, sino más bien un título religioso y honorífico. Después de que los talibanes se apoderaran de Kabul, la capital afgana, en 1996, la organización instauró un "Consejo Supremo de Afganistán" y proclamó a Omar como jefe del consejo el 27 de septiembre de 1996; en esta capacidad, Omar actuó como jefe de Estado del país. Tras la invasión estadounidense de Afganistán, Omar fue depuesto y el cargo de Jefe del Consejo Supremo fue reemplazado por una presidencia. Sin embargo, todos los líderes de los talibanes llevan el título de comandante de los fieles desde entonces.
Después de la ofensiva talibana de 2021, la organización recuperó Kabul después de la retirada de tropas estadounidenses de Afganistán. Los talibanes restauraron el Emirato Islámico el 15 de agosto de 2021 y el líder talibán Haibatulá Ajundzadá se convirtió en el nuevo jefe de Estado de facto.